# Renaissance (zespół muzyczny)
Renaissance – brytyjska progresywna grupa rockowa powstała w 1969 i aktywna do wczesnych lat osiemdziesiątych.
Jej cechą charakterystyczną był bardzo czysty kobiecy śpiew wokalistki Annie Haslam. Śpiewała ona sopranem o 5-oktawowym zasięgu. W muzyce Renaissance słychać wpływy muzyki poważnej, w szczególności romantycznej. Daje się też zauważyć pewne wpływy muzyki folkowej i jazzu. W latach osiemdziesiątych grupa próbowała wypracować łatwiejsze, popowe brzmienie, nie zdołała jednak zainteresować swą muzyką słuchaczy.

## Skład
W grupie Renaissance występowali następujący muzycy:
- Annie Haslam – śpiew, instrumenty perkusyjne
- Jim McCarty – perkusja
- Pete Baron – perkusja
- Jon Camp – gitara basowa
- Louis Cennamo – gitara basowa
- Peter Gosling – instrumenty klawiszowe
- John Hawken – instrumenty klawiszowe
- Keith Relf – śpiew
- Jane Relf – śpiew, instrumenty perkusyjne
- Terence Sullivan – perkusja, śpiew, instrumenty perkusyjne
- John Tout – instrumenty klawiszowe, śpiew
- Michael Dunford – gitara, śpiew

## Dyskografia
- Renaissance (1969)
- Illusion (1971)
- Prologue (1972)
- Ashes Are Burning (1973)
- Turn of the Cards (1974)
- Scheherazade & Other Stories (1975)
- Live at Carnegie Hall (1976)
- Novella (1977)
- In the Beginning (1978)
- A Song for All Seasons (1978)
- Azure d’Or (1979)
- Rock Galaxy (1980)
- Camera Camera (1981)
- Time-Line (1983)
- Tales of 1001 Nights, Vol. 1 (1990)
- Tales of 1001 Nights, Vol. 2 (1990)
- Other Woman (1995)
- Da Capo (1995)
- King Biscuit Flower Hour (album live) (1997)
- King Biscuit Flower Hour, Vol. 2 (album live) (1997)
- Day of the Dreamer (2000)
- Unplugged – Live at the Academy of Music... (2000)
- Tuscany (2001)
- Can You Hear Me (album live) (2002)
- Blessing in Disguise (2002)
- Renaissance (2002)
- Renaissance (Collectors’ Choice) (2002)
- Grandine Il Vento (2013)